# Salomon de Brosse
Salomon de Brosse (Verneuil-en-Halatte, Oise, 1571- París, 9 de diciembre de 1626) fue un influyente arquitecto francés De principios del siglo XVII, cuya obra fue de gran influencia en François Mansart. Salomon nació en el seno de una importante familia hugonote, nieto por parte de madre del diseñador Jacques I Androuet du Cerceau e hijo del arquitecto Jean de Brosse. Se estableció en la práctica en París en 1598 y fue ascendido a arquitecto de la corte en 1608
De Brosse influyó mucho en la dirección sobria y clasizante que tomó la arquitectura barroca francesa, especialmente al diseñar su encargo más prominente, el Palacio de Luxemburgo, París (1615-1624), para María de Médici, que había patrocinado a su tío. Salomon simplificó las composiciones abarrotadas de su herencia Cerceau y de la práctica contemporánea, abarcando el bloque en forma de U alrededor de un patio de entrada, como lo hacía Carlo Maderno en el Palazzo Barberini, Roma, casi al mismo tiempo. La inspiración para el proyecto a menudo se remonta al Palazzo Pitti, Florencia, donde la reina Medici había pasado su juventud, pero el plan formal de Anet también podría aducirse. Revestió el edificio totalmente en piedra, evitando el vivo contraste del ladrillo y la piedra que era el idioma más familiar. Aunque de Brosse se vio obligado a renunciar a su puesto el 24 de marzo de 1624, la construcción del Luxemburgo se llevó a cabo de acuerdo con su planta y alzados. Las ampliaciones hechas en el siglo XIX no han oscurecido sus elementos externos.

## Biografía
Protestante, pudo haber ido a la capital después de la promulgación del Edicto de Nantes en 1598 por Enrique IV. Hijo de Jean de Brosse, arquitecto, y de Julienne Androuet, Salomon de Brosse, fue también respectivamente nieto de Jacques I Androuet du Cerceau por parte materna y sobrino de Jacques II Androuet du Cerceau. Trabajó con este último, antes de sucederle como arquitecto de la reina María de Médici en 1614. Fue en este contexto cuando dibujó los planos del palacio de Luxemburgo en París, inspirándose en el palacio Pitti de Florencia.
Salomon de Brosse falleció en París el 8 de diciembre de 1626 a la edad de 55 años y fue enterrado el 9 de diciembre en el cementerio de Saint-Germain.
La estatua del Louvre le nombra  Jacques de Brosse, como lo hace Jean Thiriot en sus cartas a su hermano entre 1616 y 1626; probablemente hubiera elegido ese nombre, menos visible que su nombre de bautismo protestante.

## Obra
De Brosse influyó enormemente en la sobriedad y el clasicismo que habrían de caracterizar la posterior arquitectura barroca francesa, especialmente las trazas de su obra más importante, el palacio del Luxemburgo en París, obra que, pese a las modificaciones que han alterado su aspecto original, figura entre las más representativas del estilo protobarroco francés. Inspirándose en el Palacio Pitti por petición de María de Médici, Salomon de Brosse simplificó la abigarrada composición que había aprendido de su abuelo, Androuet du Cerceau, y que era común a sus contemporáneos, para trazar un palacio con planta de U organizado en torno a un patio de entrada, como estaba haciendo Carlo Maderno en el palacio Barberini de Roma. Revistió el palacio en su totalidad de sillares almohadillados de piedra, evitando el vivo contraste entre el ladrillo y piedra que era común entonces. Aunque Salomon dejó el proyecto del palacio del Luxemburgo el 24 de marzo de 1624, la obra continuó según sus planes y las reformas practicadas en el siglo XIX no ocultaron sus diseños. 

### Obras importantes
- Château de Montceaux (ahora Seine-et-Marne), 1601 (probable participación de Salomon de Brosse en el embellecimiento del castillo después de la construcción);
- Nueva villa de Henrichemont (1609-1612);
- Château de Coulommiers-en-Brie (1612-1615),[1] para Ana Catalina Gonzaga, duquesa de Longueville;
- Fachada de la Iglesia de Saint-Gervais-Saint-Protais (1615-1621);
- Palacio de los Príncipes, Sedán (1614);
- Palacio del Luxemburgo, París (1615-1624);
- Fachada de la iglesia de Saint-Gervais-Saint-Protais en París (1616-1621), iglesia adyacente a la rue de Brosse, en su sureste;

- Fachada del Palacio del Parlamento de Bretaña (Rennes), 1618, monumento del orgullo "bretón" detrás del cual una calle en forma de L lleva su nombre;[2]

- Maison de Fontainier, en el extremo norte del acueducto Médici en Arcueil (1619),[3] marcando el extremo norte del acueducto Médici;

- Château de Blérancourt  (Aisne) (c. 1618-1619);[4]
- Sala superior de la Grand'Salle del Palais de la Cité de París, ahora sala des Pas-Perdus del Palacio de Justicia en la ïle de la Cité (1622). Esta habitación ha sido reconstruida muchas veces debido a incendios, la última data de la Comuna en 1871. Sin embargo, se respetó el estilo arquitectónico debido a Salomón de Brosse y a su hijo Paul de Brosse;
- Templo protestante de Charenton-le-Pont y de Saint Maurice, con Jacques II Androuet du Cerceau (1623);

- Gran escalera "vide à la moderne" ("vacía a la moderna") del  château de Cormatin, 1624.

Palacio del Luxemburgo (1615-1624)
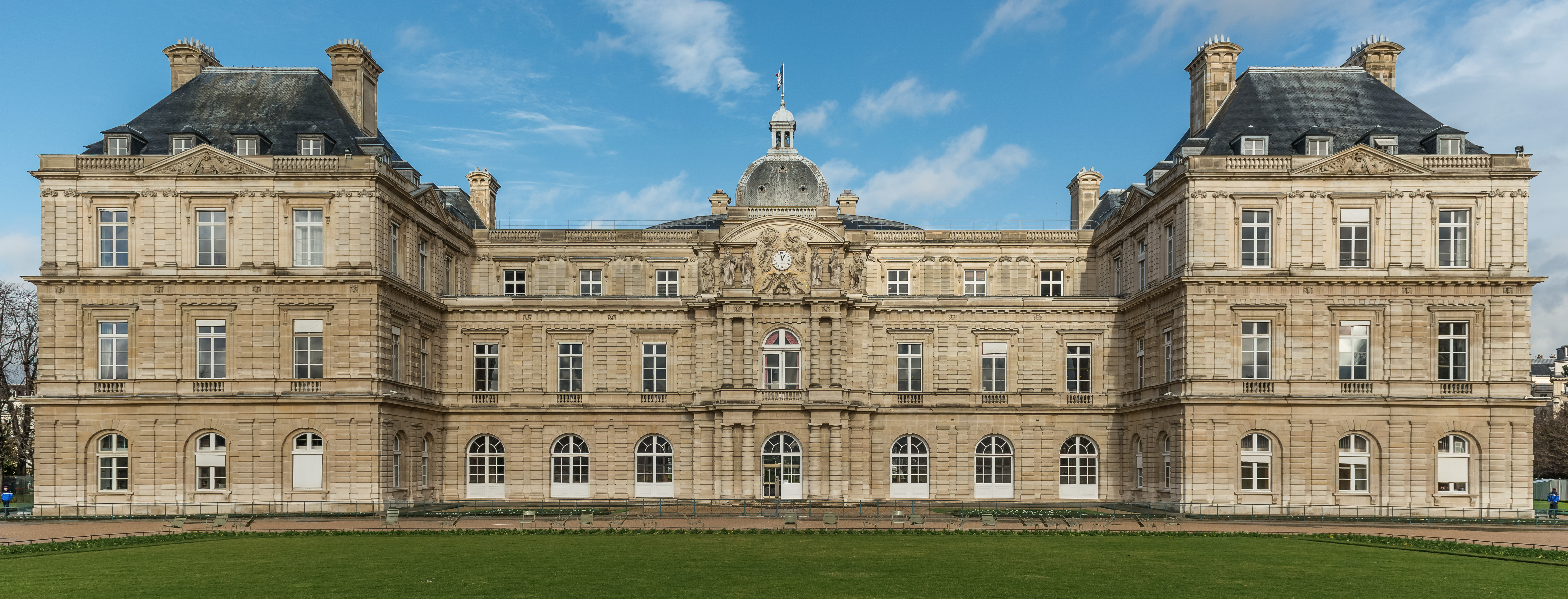
Frente del palacio
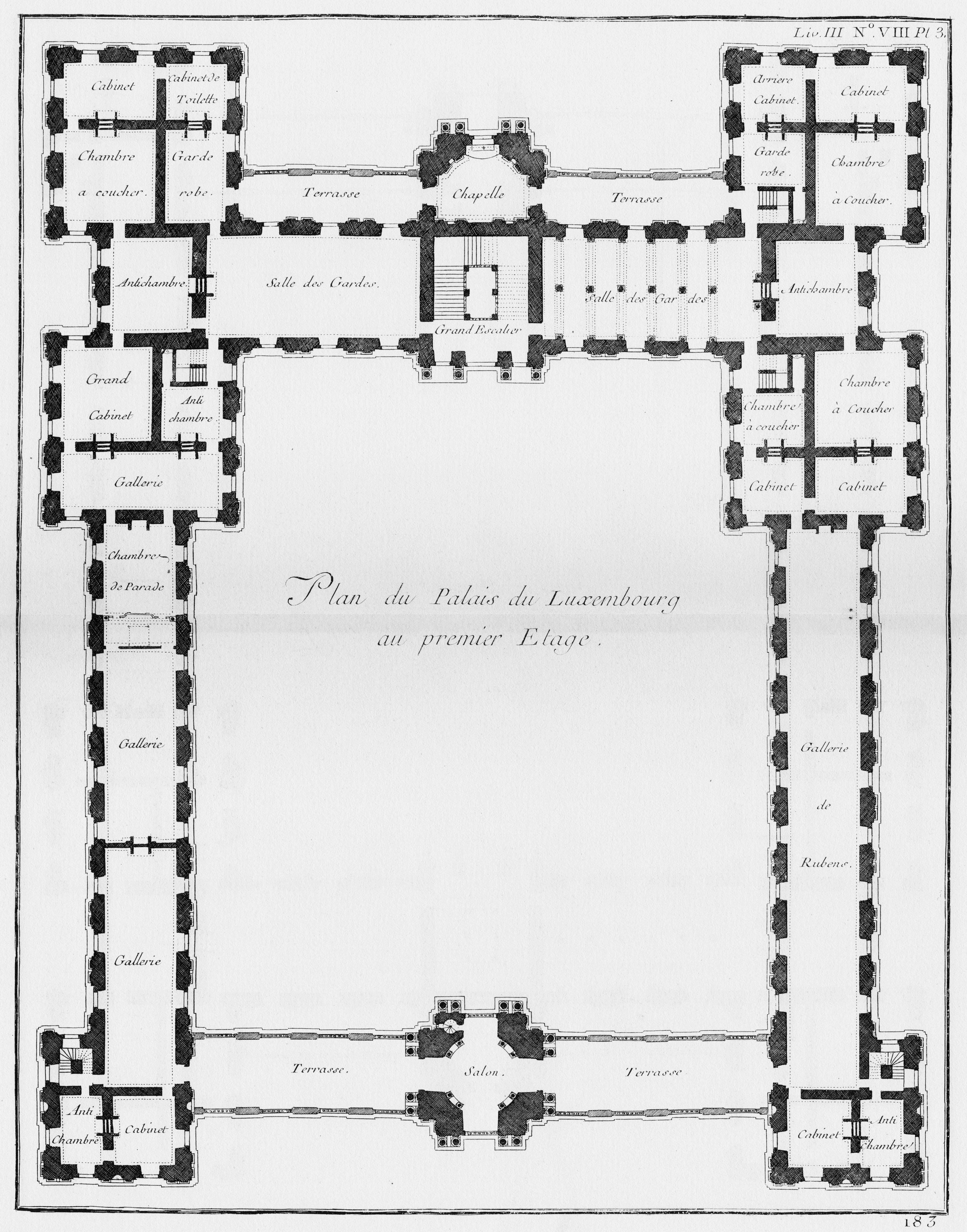
Planta del palacio
Diseño original para la fachada
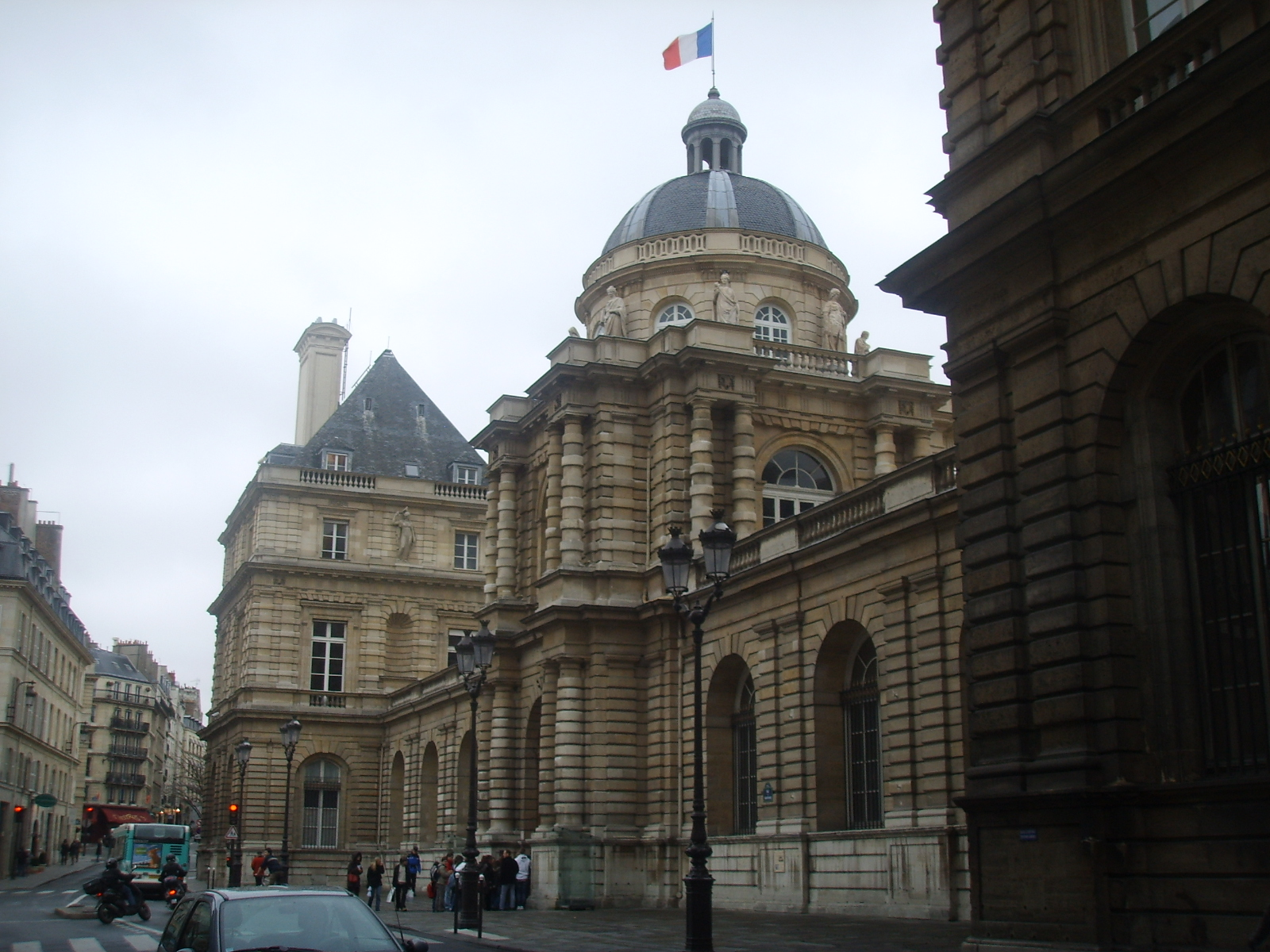
Fachada a la calle del palacio.

Otros proyectos
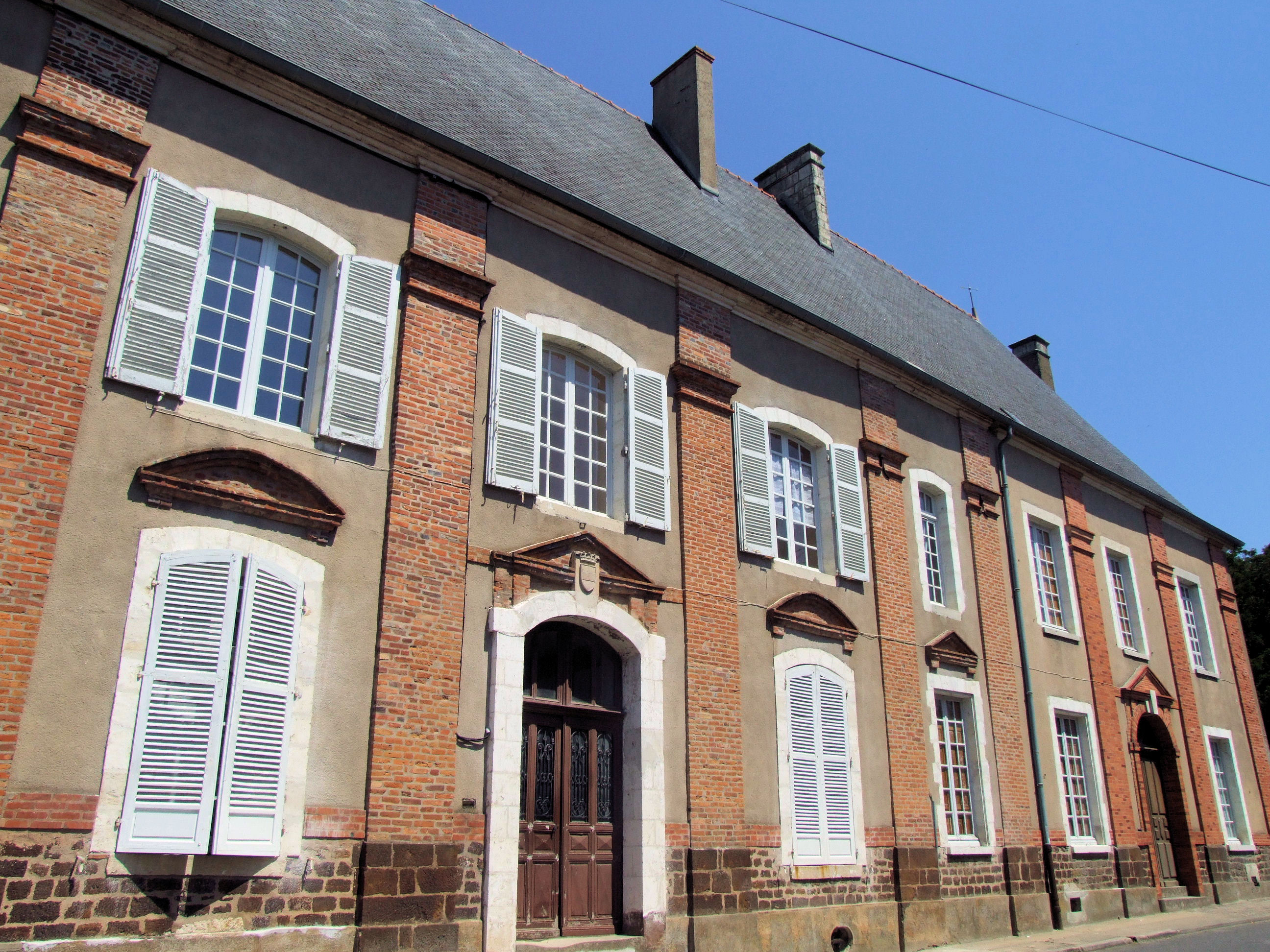
Maison de Sully, en Henrichemont  (1609-1612)
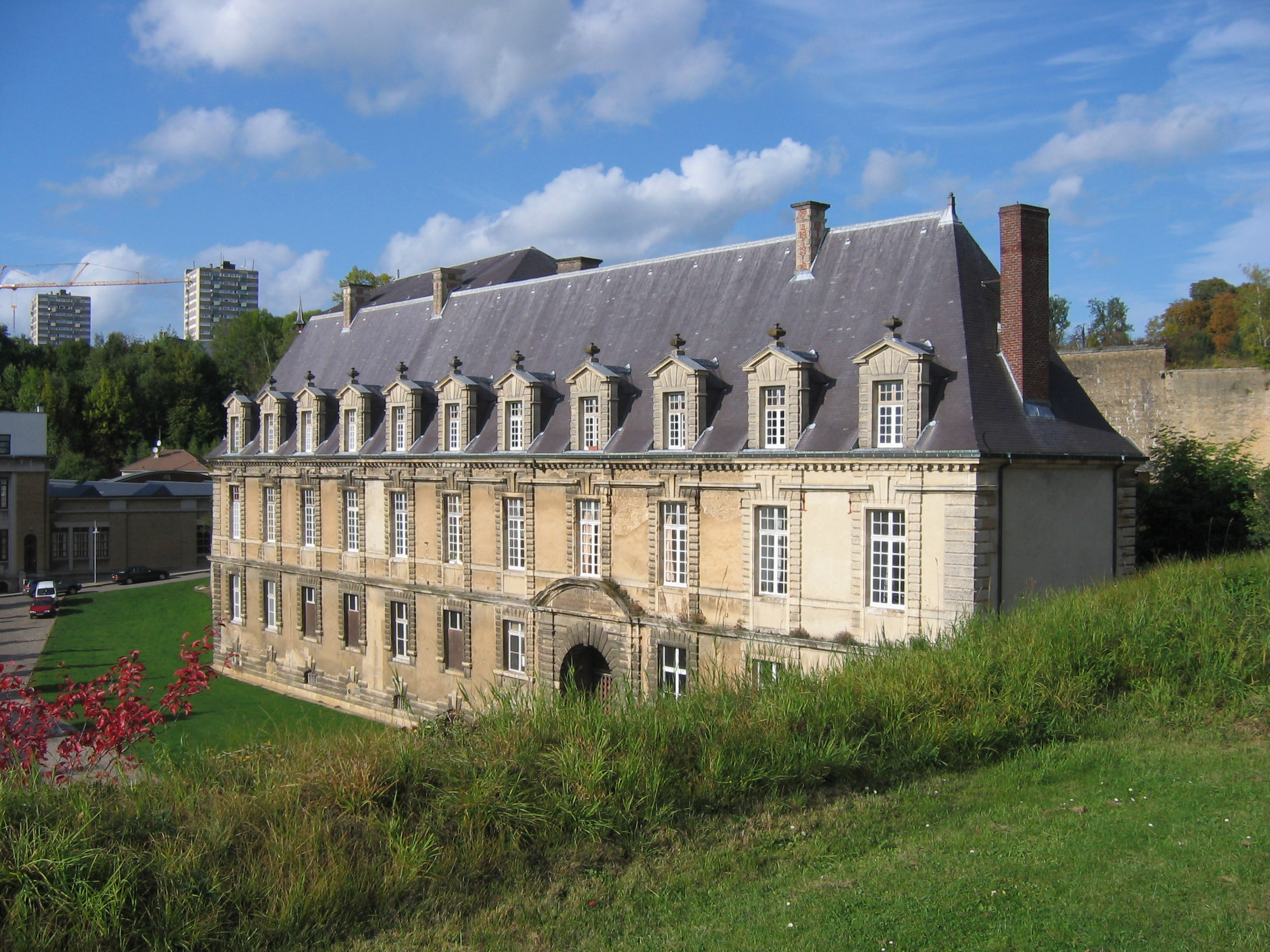
Palacio de los Príncipes, Sedán (1614)
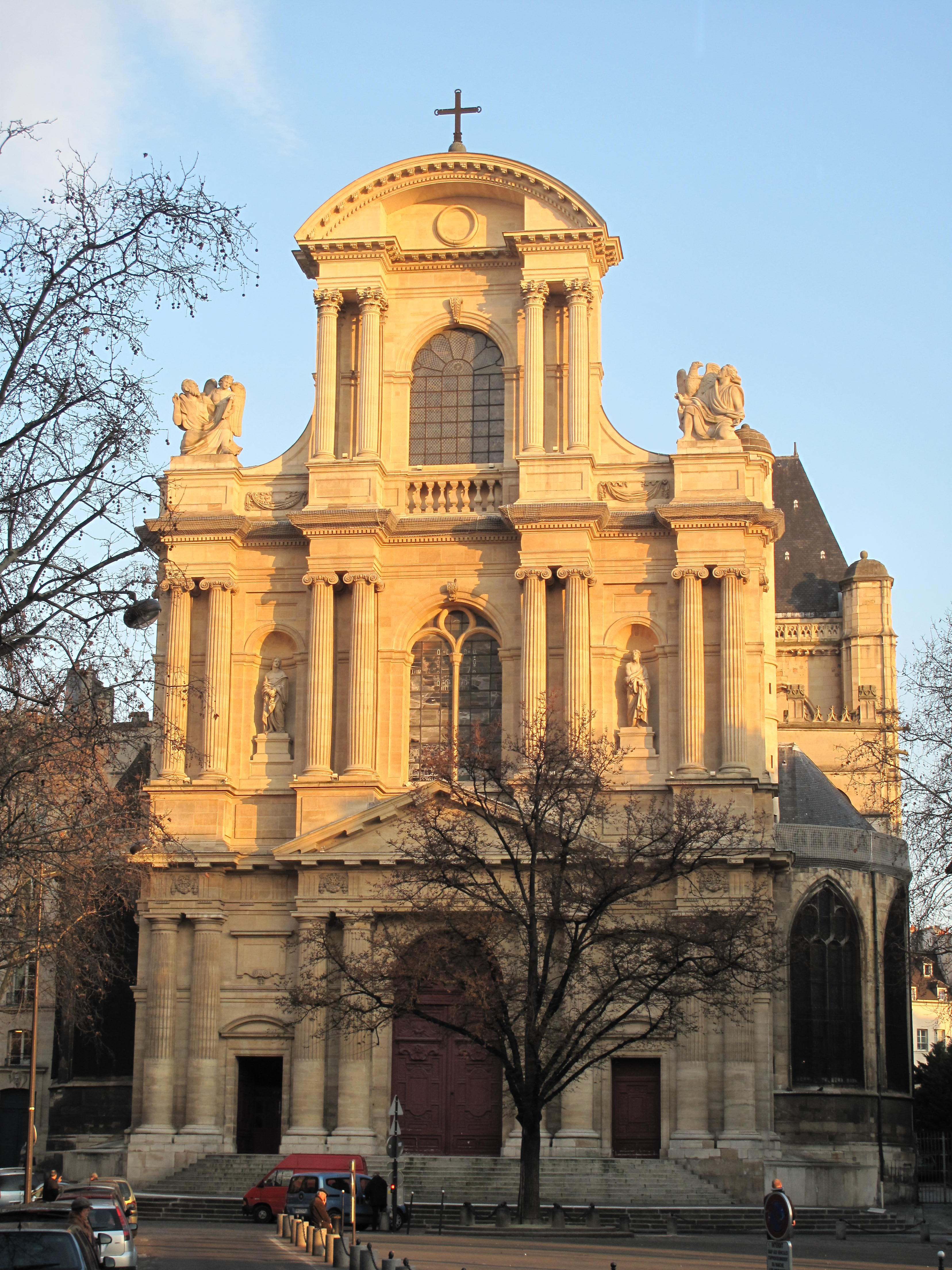
Fachada de la Iglesia de Saint-Gervais-Saint-Protais (1615-1621)
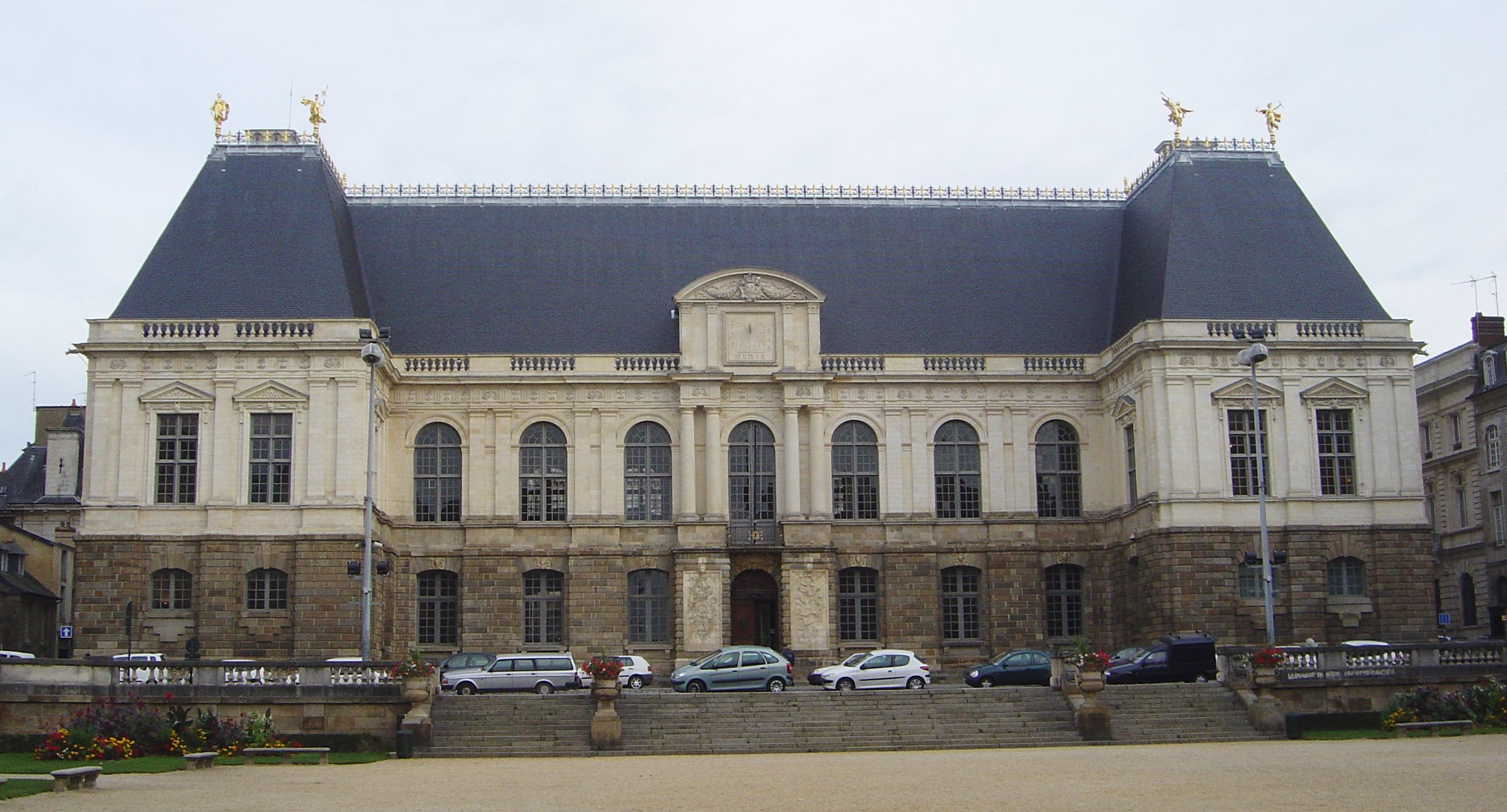
Parlamento de Bretaña (1618)
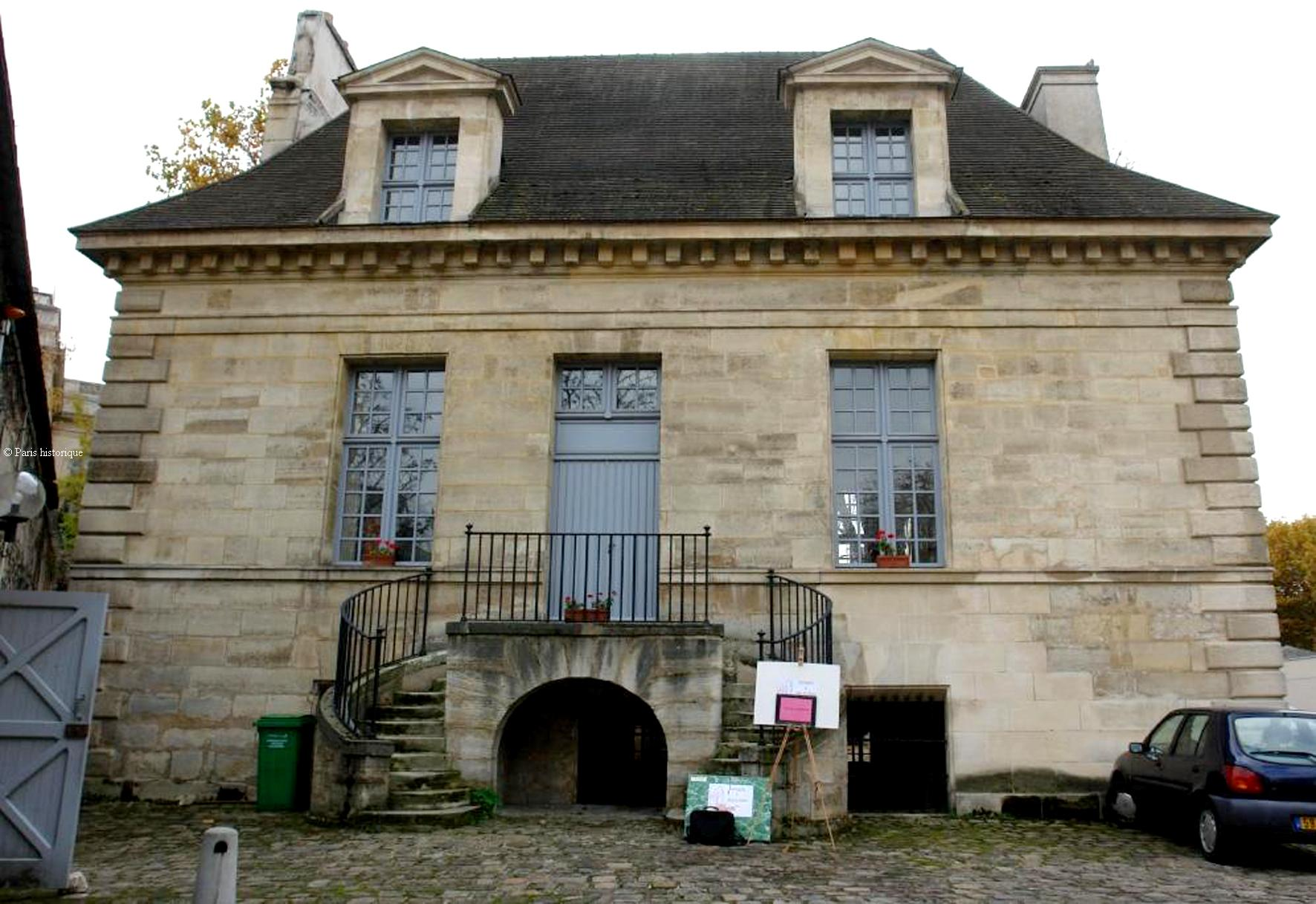
Maison de Fontainier (1619)
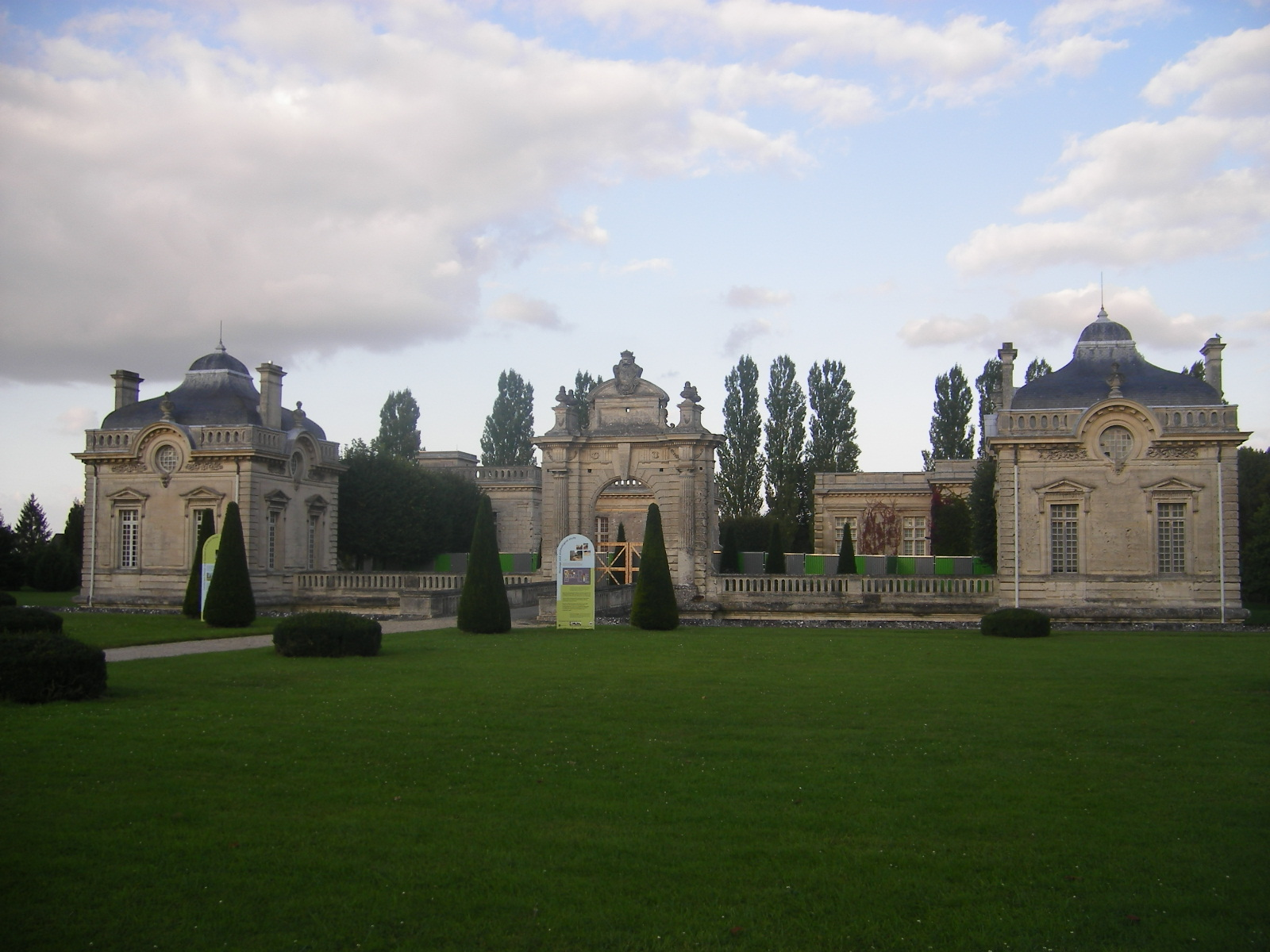
Château de Blérancourt (1618-1619)